# Полоз поперечносмугий
Полоз поперечносмугий (Platyceps karelini) — вид змій родини полозових (Colubridae). Один із 31 виду роду пласкоголових полозів Platyceps. Поширений в Західній, Центральній і Південній Азії. Мешканець пустель, аридних передгір'їв та гір. Описано 3 підвиди.
Інша назва «плямистий пустельний бігунець».

## Опис
Змія середнього розміру, з тонким і струнким тілом. Довжина тіла (L. — довжина тіла від кінчика морди до клоаки) до 100 см. Хвіст (L.cd.) довгий: співвідношення  L./L.cd. складає 2,2—3,4. Самиці дещо більші, ніж самці. Голова широка, сплощена, більш-менш чітко відмежована від шиї. Кінчик морди загострений. Зіниця ока кругла. Ніздря розташована між двома носовими щитками. Верхньощелепні зуби поступово збільшуються за напрямком у глибину пащі, причому 2 останніх зуба відділені від інших невеликим проміжком; всі зуби без борозенок (не спеціалізовані для введення отрути).

### Лускатий покрив
Тіло вкрите лускою із слабо вираженими реберцями. На лусках спини по 2 апікальні ямки. Черевні щитки утворюють на боках черева добре помітні ребра. Навколо середини тулуба (Sq.) 19 лусок. Черевних щитків (Ventr.) налічується 192—239, підхвостових (Scd.) — 85—123 пари. Анальний щиток розділений (А. 1/1). 
Голова вкрита парними і непарними щитками. Міжщелепний щиток трикутної форми, загинається на верхню поверхню морди і торкається обох верхньоносових щитків. Лобно-носовий щиток 1, передлобних 2. Вилицевий щиток 1. Один великий передорбітальний щиток, під ним розташований маленький підорбітальний. Підорбітальний щиток лежить на 4-му верхньогубному. Заорбітальних щитків 3. Верхньогубних 9, з них 5-й щиток звичайно торкається ока. Скроневих щитків 2 у вехньому і 3 у нижньому рядах, рідко 2+2, або 1+2. Задні нижньощелепні щитки відділені один від одного 2—3 рядами лусок. 

### Забарвлення
Забарвлення верхньої сторони тіла світло-попелясто-сіре з жовтуватим або коричневим відтінком. Уздовж спини проходить 1 повздовжній ряд вузьких чорних або чорнуватих поперечних смуг, які не доходять до черевних щитків на 1—3 лусочки. У задній частині тулуба смуги стають вужчими, на хвості іноді зовсім зникають. У проміжках між такими смугами на боках тулуба по одному рядку плям, що заходять і на спинні щитки. Черево світлого, жовтуватого або жовтого забарвлення, без плям. Нижня сторона хвоста рожева або світло-червона. Голова зверху звичайно одноколірна. Під оком розташована невелика витягнута темна пляма, яка починається від передньої частини тім'яного щитка і йде косо вниз до краю рота. 

## Поширення
Вид поширений у Центральній Азії, південній частині Казахстану на північ до Аральського моря, звідки межа ареалу проходить по долині річки Сирдар'я, а потім по хребту Каратау на південь. Зустрічається на сході Ірану, в Афганістані, Пакистані й північних районах Індії . 

## Особливості біології
Населяє ксерофітні ландшафти, переважно закріплені й напівзакріплені піски, глинисті пустелі й сухі степи на щебенистих рівнинах із деревоподібною солянкою, полином, астрагалом та верблюжої колючкою, а також аридні передгір'я та гори до висоти 1800 м. Нерідко тримається лесових урвищ та ярів по берегах річок, трапляється також серед розвалин. Як сховища використовує нори гризунів та інших риючих тварин, тріщини й пустоти в ґрунті. 
Після зимівлі з'являється в третій декаді лютого, масовий вихід відбувається на початку квітня. Навесні активний вдень, з червня по серпень — у присмерку, вночі та зранку. Осіння активність триває до кінця листопада. 
Полоз поперечносмугий належить до яйцекладних змій. Парування відбувається наприкінці квітня — у середині травня. У червні самиця відкладає 3—9 довгастих еліптичних яєць розміром 8—11 × 25—30 мм. Молоді полози вилуплюються з яєць у серпні.
Живиться переважно ящірками (круглоголовками, агамами, ящурками, геконами тощо), рідше гризунами і пташенятами горобиних птахів.

## Охорона
Стан більшості природних популяцій виду в межах ареалу залишається більш-менш стабільним. Саме тому він, згідно Червоного списку МСОП, отримав охоронний статус «відносно благополучний вид. Але в окремих регіонах спостерігається тенденція до зниження чисельності популяції виду, що потребує запровадження охоронних заходів. Тому полоз поперечносмугий занесений до Червоної книги Киргизії.

## Систематика
Описано 3 підвиди:
- Platyceps karelini karelini;
- Platyceps karelini mintonorum;
- Platyceps karelini chesneii.